# Parque de los Reyes
El parque de los Reyes es un recinto urbano ubicado en la ciudad de Santiago, Chile. Fue creado en celebración del quinto centenario del descubrimiento de América y como homenaje a los reyes de España, quienes financiaron el primer viaje del explorador Cristóbal Colón en 1492 y la construcción del parque, anunciada como un regalo al país por los titulares Juan Carlos I y Sofía de Grecia en su primera visita oficial a Chile en 1990, siendo inaugurado por el presidente local Patricio Aylwin en 1992.
Fue levantado donde estaban las vías férreas entre las estaciones Yungay y Mapocho de los ferrocarriles de Valparaíso a Santiago y de Circunvalación, activas hasta 1987, lugar que luego fue convertido en un vertedero ilegal. Integra la red de parques de la ribera sur del río Mapocho, limitando al norte con el cicloparque Mapocho 42K, al este con el parque Forestal y al oeste con el parque de la Familia.

## Interior
Tiene cerca de dos kilómetros de extensión sin cierre perimetral, entre la calle Bandera al este, la avenida Presidente Balmaceda al sur y la calle Esperanza al oeste, estando dividido en tres sectores:

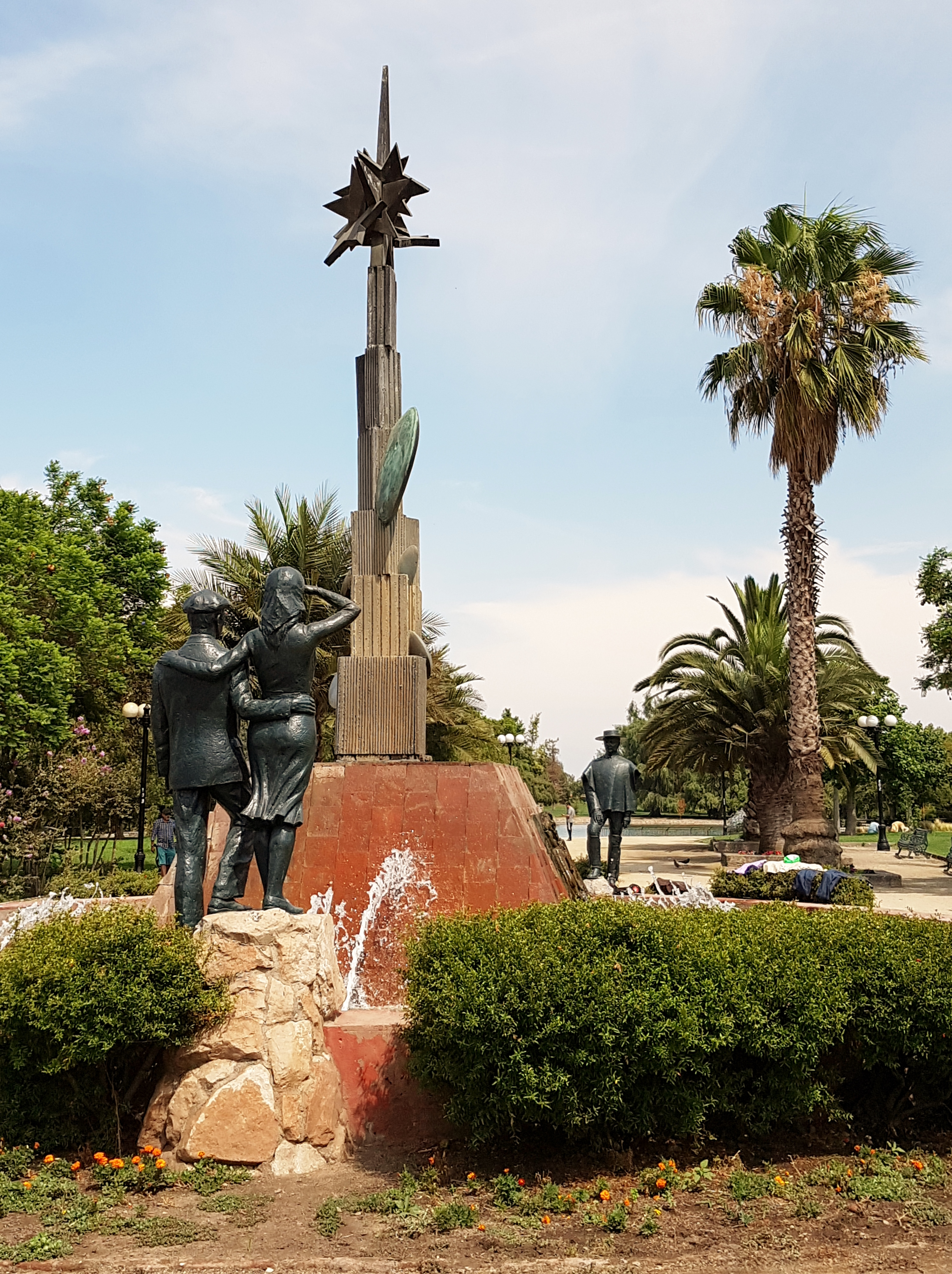
Fuente España

En su zona oriente, en la comuna de Santiago, está la estación Puente Cal y Canto de las líneas 2 y 3 del Metro de Santiago, el Centro Cultural Estación Mapocho, la sede metropolitana de la Corporación Cultural Balmaceda Arte Joven, el Museo del Circo Nacional, la plaza siglo XX, la escultura Homenaje a Jackson Pollock —obra del chileno Federico Assler en 1996—, así como un estacionamiento.
En su sección central está la Fuente España, una laguna artificial de 4000 metros cuadrados, una estatua de santa Teresa de Los Andes, el Centro Deportivo Parque de Los Reyes —que posee un parque de patinaje de 2000 metros cuadrados, ubicado por la revista estadounidense Complex como el de mejor nivel en Latinoamérica y 23.º del mundo en 2014—, en el lugar se ubicaba también el Persa Parque de los Reyes (el cual ha sido demolido) —el primero del país, inaugurado en los años 1930 por la crisis económica de la Gran Depresión—.
En su parte poniente, está el Memorial Puente Bulnes, el Muro de la Memoria y la plaza Joan Alsina —que conmemoran las violaciones a los derechos humanos ocurridas en el puente General Bulnes en 1973, luego del golpe de Estado en Chile—; el Centro de Arte Experimental Perrera Arte —instalado en el edificio de la ex Perrera Municipal de Santiago—; las ruinas de los Tajamares del Mapocho; así como el parque de Escalada Los Silos —el mayor lugar de Sudamérica para practicar escalada urbana formal—.